# Nicola Pederzolli
Nicola Pederzolli (Innsbruck, 11 de marzo de 1974) es una deportista austríaca que compitió en snowboard. Ganó una medalla de plata en el Campeonato Mundial de Snowboard de 2003, en la prueba de halfpipe.
Participó en dos Juegos Olímpicos de Invierno, en la disciplina de halfpipe, ocupando el séptimo lugar en Salt Lake City 2002 y el noveno lugar en Nagano 1998.

## Medallero internacional
| Campeonato Mundial | Campeonato Mundial    | Campeonato Mundial | Campeonato Mundial |
| Año                | Lugar                 | Medalla            | Competición        |
| ------------------ | --------------------- | ------------------ | ------------------ |
| 2003               | Kreischberg (Austria) | Medalla de plata   | Halfpipe           |